# Glen Cove
Glen Cove è una città degli Stati Uniti d'America, situata nello Stato di New York, sull'isola di Long Island nella Contea di Nassau.

## Amministrazione

### Gemellaggi
- Sturno (AV)[1]

## Monumenti artistici

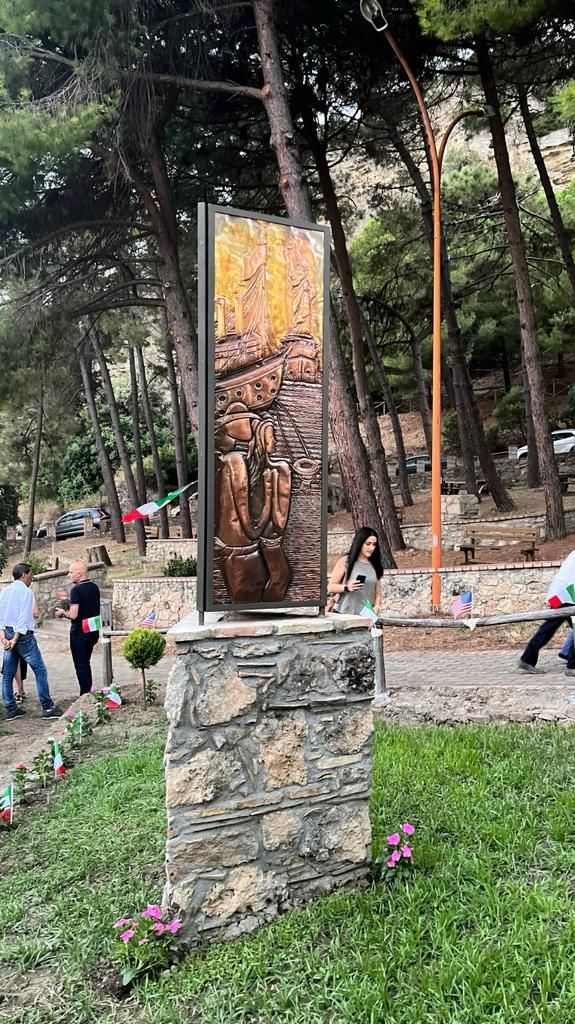
"Emigrati d'America" di Luigi Basile

Nella contea di New York, a Glen Cove, è nota la presenza di numerosissimi emigrati da Belvedere di Spinello di Crotone. Per omaggiarli l'artista Luigi Basile ha deciso di installare una scultura intitolata "Emigrati d'America" nella città di Belvedere di Spinello, che ha come obiettivo il rappresentare la sofferenza e il sacrificio che gli emigrati fanno nell'abbandonare il loro paese d'origine ed emigrare per cercare nuove opportunità di vita.